# Isaak Krasilșcik
Isaak Matveievici Krasilșcik (Ițic Moișevici Krasilșcik, în rusă Исаак Матвеевич Красильщик; n. 14 aprilie 1857, Chișinău, Imperiul Rus – d. 16 noiembrie 1920, Chișinău, România) a fost un algolog⁠(d) și entomolog evreu basarabean. A înființat un laborator de producere a micozelor infecțioase pentru controlul biologic al populațiilor insectelor dăunătoare.

## Activitate științifică
Krasilșcik, un evreu basarabean, s-a născut la Chișinău și și-a făcut studiile la Liceul real din Chișinău. A absolvit științe naturale la Universitatea Imperială Novorossiia⁠(d) din Odesa în 1879. În 1882 a susținut teza de doctor intitulată „Istoria dezvoltării și sistematizării Polytoma Ehrenberg” (o specie de alge). Apoi a început să lucreze la problemele de protecție a plantelor și entomologie aplicată datorită influenței conducătorului său de doctorat Ilia Mecinikov și a studiat dăunătorii, în special filoxera și lăcustele.

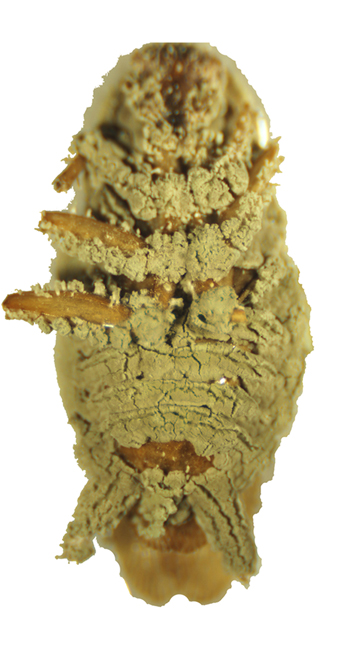
Insectă atacată de muscardină

În 1879, Mecinikov a descoperit unele infecții micotice la insecte și a înaintat propunerea de a combate insectele dăunătoare prin infectarea lor cu microorganismele din sol. Krasilșcik a preluat inițiativa și în 1886-1888 a început cercetarea microorganismelor cu potențial de dezvoltare a preparatelor biologice, deschizând pe lângă Universitatea Novorossiia un laborator-fabrică de cultivare a muscardinei⁠(d) – o specie de ciupercă care provoacă îmbolnăvirea⁠(d) cărăbușilor cerealelor. Krasilșcik a elaborat și a propus un sistem de producere industrială a micozelor infecțioase care să provoace epidemii printre insectele dăunătoare, astfel a devenit pionierul aplicării metodei biologice de combatere a insectelor dăunătoare din Imperiul Rus.
Krasilșcik a fost cercetător științific al Comitetului filoxeric de la Odesa în 1883, colaborând cu Evghenii Lukici Rekalo sub conducerea lui Afanasii Ivanovici Poghibko. A fost membru fondator al Societății naturaliștilor și amatorilor de științe naturale din Basarabia în 1904 și primul director al Stațiunii Bioentomologice în cadrul Școlii de Viticultură din Chișinău (1906-1915).
A publicat nu mai puțin de 50 de lucrări științifice referitoare la combaterea filoxerei.

## Viață personală
Isaak Krasilșcik a avut trei sau patru copii, printre care chirurgul Mihail Krasilșcik (1892-1959) și economista și pedagoga Zinaida Krasilșcik⁠(d) (1896-1949), directoare (în 1932-1933) a Universității de Stat din Perm⁠(d), Rusia.